# Bèlagarda (Gard)
Bèlagarda (en francès Bellegarde) és un municipi francès situat al departament del Gard i a la regió d'Occitània.